# Ross County Football Club 2022-2023
Questa voce raccoglie le informazioni riguardanti il Ross County Football Club nelle competizioni ufficiali della stagione 2022-2023.

## Stagione
- In Scottish Premiership il Ross County si classifica all'11º posto (34 punti), dietro al Kilmarnock e davanti al Dundee Utd. Vince i play-out contro il Partick Thistle (3-3 complessivo d.t.s., 5-4 d.c.r.)
- In Scottish Cup viene eliminato al quarto turno dall'Hamilton Academical (0-0 d.t.s., 3-5 d.c.r.).
- In Scottish League Cup viene eliminato al secondo turno dal Celtic (1-4).

## Maglie e sponsor
Il fornitore tecnico per la stagione 2022-2023 è Joma, mentre lo sponsor ufficiale è Ross-shire Engineering.
| Casa | Trasferta |

### Rosa
| N. |                        | Ruolo | Calciatore              |
| -- | ---------------------- | ----- | ----------------------- |
| 1  | Scozia (bandiera)      | P     | Ross Laidlaw            |
| 2  | Inghilterra (bandiera) | D     | Connor Randall          |
| 3  | Inghilterra (bandiera) | D     | Ben Purrington          |
| 4  | Austria (bandiera)     | C     | David Cancola           |
| 5  | Inghilterra (bandiera) | D     | Jack Baldwin            |
| 6  | Scozia (bandiera)      | D     | Alex Iacovitti          |
| 7  | Inghilterra (bandiera) | C     | Owura Edwards           |
| 8  | Scozia (bandiera)      | C     | Ross Callachan          |
| 9  | Inghilterra (bandiera) | A     | Dominic Samuel          |
| 10 | Inghilterra (bandiera) | A     | Yan Dhanda              |
| 11 | Inghilterra (bandiera) | C     | Joshua Sims             |
| 14 | Canada (bandiera)      | C     | Victor Loturi           |
| 15 | Scozia (bandiera)      | D     | Keith Watson (capitano) |

| N. |                        | Ruolo | Calciatore     |
| -- | ---------------------- | ----- | -------------- |
| 16 | Inghilterra (bandiera) | D     | George Harmon  |
| 17 | Scozia (bandiera)      | A     | Simon Murray   |
| 19 | Inghilterra (bandiera) | A     | Jordy Hiwula   |
| 21 | Scozia (bandiera)      | P     | Ross Munro     |
| 22 | Inghilterra (bandiera) | C     | Jordan Tillson |
| 24 | Canada (bandiera)      | C     | Ben Paton      |
| 25 | Galles (bandiera)      | A     | Alex Samuel    |
| 26 | Scozia (bandiera)      | A     | Jordan White   |
| 27 | Scozia (bandiera)      | A     | Eamonn Brophy  |
| 29 | Galles (bandiera)      | C     | Gwion Edwards  |
| 30 | Scozia (bandiera)      | D     | Dylan Smith    |
| 42 | Stati Uniti (bandiera) | C     | Nohan Kenneh   |
| 49 | Inghilterra (bandiera) | A     | Josh Stones    |